# Tatia nigra
Tatia nigra és una espècie de peix de la família dels auqueniptèrids i de l'ordre dels siluriformes.

## Morfologia
- Els mascles poden assolir els 11,7 cm de llargària total
- Nombre de vèrtebres: 32.[4]

## Distribució geogràfica
Es troba a Sud-amèrica: conca del riu Amazones al Brasil.